# Louzes

Louzes este o comună în departamentul Sarthe, Franța. În 2009 avea o populație de 103 de locuitori.